# 哈布 (加利福尼亞州)
哈布（英語：Hub）是位於美國加利福尼亞州弗雷斯諾縣的一個非建制地區。該地的面積和人口皆未知。

## 地理
哈布的座標為36°24′08″N 119°48′32″W / 36.40222°N 119.80889°W，而該地的平均海拔高度為71米（即233英尺）。